# El misterio del zapato blanco
El misterio del zapato blanco (”The Dutch Shoe Mystery”) (1931), editada originalmente en Estados Unidos por Editorial Stokes, es la tercera de las novelas de misterio protagonizadas por Ellery Queen.
La siguiente en su orden fue “El misterio del ataúd griego” (“The Greek Coffin Mystery”, 1932) uno de los títulos más celebrados de la serie y que consagró definitivamente a sus autores como maestros del género.

## Valoración crítica
Como en sus dos anteriores novelas, Dannay y Lee, la pareja de escritores escondida bajo el seudónimo de “Ellery Queen”, siguen las reglas de juego limpio en la intriga marcadas por S.S. Van Dine en los relatos protagonizados por Philo Vance, y van desgranando las pistas posibles que permiten realizar un “desafío al lector” antes de exponer a través del razonamiento deductivo del protagonista la única solución posible al problema planteado por los dos asesinatos, revelando en los últimos párrafos el motivo que empuja a la persona responsable de realizarlos.
En el transcurso de la narración de hace referencia a una novela titulada "El asesinato de las Marionetas" supuestamente escrita por el detective aficionado Ellery Queen, pero que no consta en el conjunto de las publicadas por los autores reales de los relatos. 
El juego de palabras habitual en los títulos de la primera serie de estos escritores: “Dutch Shoe”, que siempre incluyen una expresión relativa a una nacionalidad, se produce entre el doble sentido del término “zueco” que tanto puede hacer referencia al calzado popular en los Países Bajos, como a los zapatos de lona blanca empleados por su comodidad entre los profesionales de los centros hospitalarios. Igualmente se vincula tanto con el nombre de la clínica donde suceden los hechos, como al origen nacional de la primera persona asesinada.
Sin ser la más destacada de la serie, “El misterio del zapato blanco”, publicada en castellano por Editorial Aguilar, y con una edición más reciente de Editorial Versal bajo el título de “El misterio del zapato holandés”, presenta una excelente estructura de los acontecimientos, subrayada por la uniformidad de los nombres de cada capítulo, de una sola palabra, y a pesar de lo enrevesado de alguno de sus fragmentos, lleva a interesantes conclusiones lógicas a partir de la observación metódica de los hechos, además de la pirueta final en la que se descubre la motivación estos, aunque no sea estrictamente necesaria para la resolución deductiva del problema.